# مفطورة وزية
مفطورة وزية (الاسم العلمي: Mycoplasma anseris) هي نوع من البكتيريا تتبع جنس المفطورة من فصيلة المفطورات.